# Eisenbahnkreuzungsgesetz
Das Eisenbahnkreuzungsgesetz (voller Titel: Gesetz über Kreuzungen von Eisenbahnen und Straßen, amtlich abgekürzt: EBKrG, häufig auch: EKrG) vom 14. August 1963 (BGBl. I 1963, 681, neugefasst durch Bek. v. 21. März 1971, BGBl. I 337), zuletzt geändert durch das Gesetz zur weiteren Beschleunigung von Planungs- und Genehmigungsverfahren im Verkehrsbereich vom 3. März 2020, ist ein deutsches Bundesgesetz und regelt die Handhabung, den Bau und die Finanzierung von Kreuzungen (Kreuzungsrechte) von Eisenbahnen und Straßen.

## Gesetzliche Definitionen

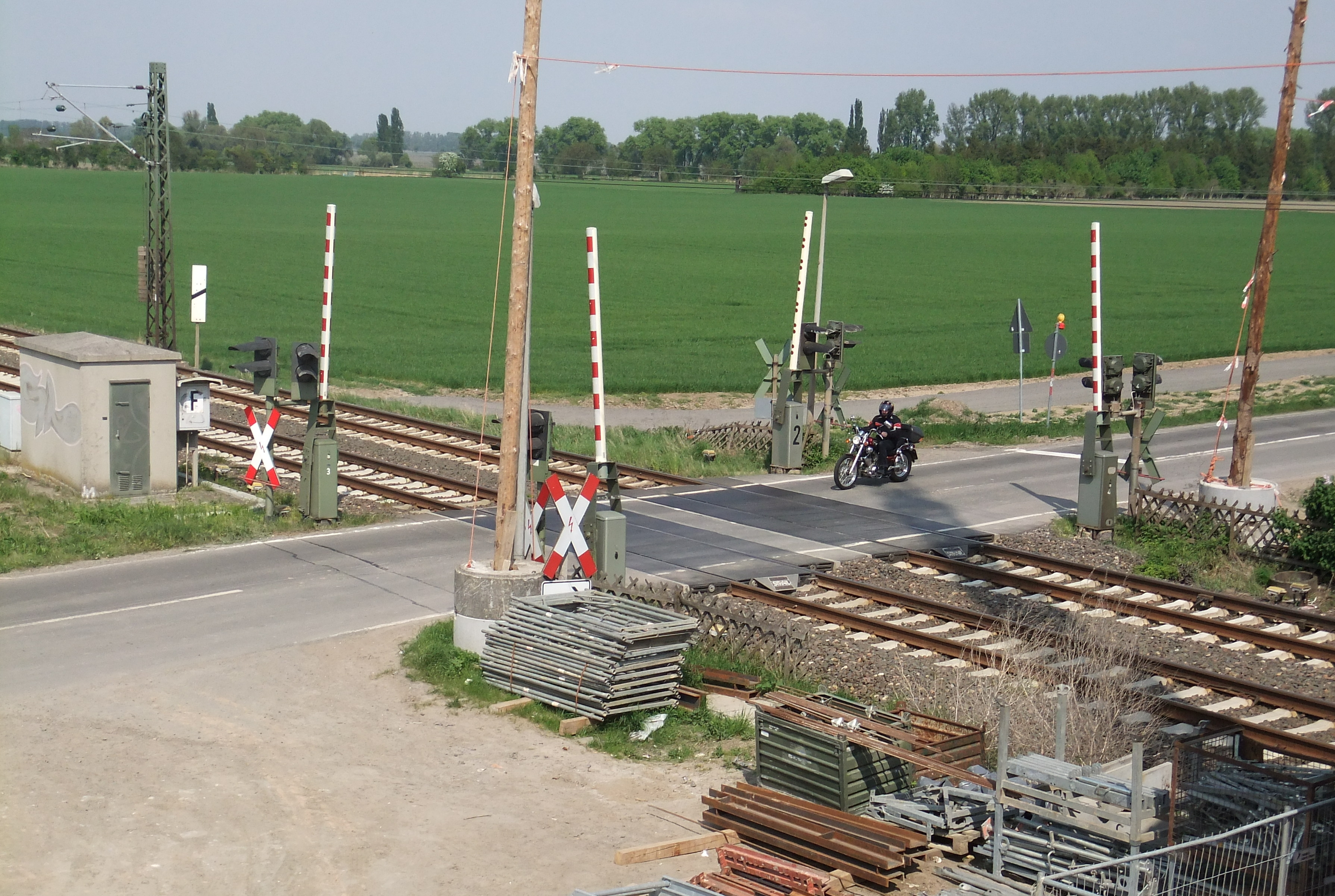
Höhengleiche Kreuzung der Bahnstrecke Mainz–Mannheim mit einer Landesstraße in Form eines Bahnübergangs mit Vollschranken

Das Eisenbahnkreuzungsgesetz unterscheidet höhengleiche (auch: plangleiche) Kreuzungen (Bahnübergänge) und nicht höhengleiche Kreuzungen (Überführungen). Nach dem Gesetz sind neue Kreuzungen grundsätzlich als Überführungen auszuführen, sofern sie „nach der Beschaffenheit ihrer Fahrbahn geeignet und dazu bestimmt sind, einen allgemeinen Kraftfahrzeugverkehr aufzunehmen“. Das heißt: Bahnübergänge für Kfz-Verkehr dürfen grundsätzlich nicht neu angelegt werden. In Einzelfällen können jedoch Ausnahmen zugelassen werden. Neue Bahnübergänge für Fuß- und Radverkehr sind von dem Gebot nicht erfasst.
Es unterscheidet zwischen der Anlage einer neuen Kreuzung (§ 2) und der Änderung oder Beseitigung einer bestehenden Kreuzung (§ 3) und trifft hier Aussagen über die jeweilige Finanzierung (§§ 11, 12 und § 13). Bei der Anlage einer neuen Kreuzung gilt das Verursacherprinzip, d. h. derjenige, der den neu hinzukommenden Verkehrsweg baut, bezahlt auch die Kreuzung (§ 11 Abs. 1). Werden beide Verkehrswege gleichzeitig angelegt, werden die Kosten geteilt (§ 11 Abs. 2).

## Kostenbeteiligung an der Kreuzung
Genaueres zur Kostentragung regelt die Verordnung über die Kosten von Maßnahmen nach dem Eisenbahnkreuzungsgesetz – Erste Eisenbahnkreuzungsverordnung (1. EKrV) vom 2. September 1964.
Die nach diesem Gesetz typische Maßnahme (im Allgemeinen auch EKrG-Maßnahme genannt) ist eine solche nach § 3: Hiernach sind Kreuzungen „soweit es die Sicherheit oder die Abwicklung des Verkehrs […] erfordert […]
- zu beseitigen oder
- durch Baumaßnahmen, die den Verkehr an der Kreuzung vermindern, zu entlasten oder
- durch den Bau von Überführungen, durch die Einrichtung technischer Sicherungen, insbesondere von Schranken oder Lichtsignalen, durch die Herstellung von Sichtflächen an Bahnübergängen, die nicht technisch gesichert sind, oder in sonstiger Weise zu ändern.“

In der Regel wird hier ein bestehender Bahnübergang geschlossen und durch eine neue Überführung ersetzt oder eine bestehende alte Anlage muss einer neuen weichen oder es wird eine vorhandene Bahnübergangssicherung geändert. Für eine solche Maßnahme gilt dann die Kostenfolge nach § 13 des Gesetzes, wonach die Kosten
zwischen den Kreuzungsbeteiligten nach § 1 EKrG, also von
- dem Baulastträger des Schienenweges der kreuzenden Eisenbahn,
- dem Träger der Baulast der kreuzenden Straße sowie
- dem Bund (wenn es sich um eine so genannte bundeseigene Eisenbahn handelt) bzw. Land (bei nichtbundeseigenen Eisenbahnen)

zu je einem Drittel zu tragen sind.
Seit dem 13. März 2020 gilt der neue Absatz 2 des §13, wonach bei kommunalen Straßen die Kosten so zu teilen sind:
- Bund die Hälfte (drei Sechstel),
- die Eisenbahn ein Drittel (zwei Sechstel),
- und das jeweilige Bundesland das restliche Sechstel (ein Sechstel).

## Kreuzungsvereinbarung
Bei jeder Maßnahme nach dem Eisenbahnkreuzungsgesetz ist nach § 5 grundsätzlich eine Vereinbarung (auch: Kreuzungsvereinbarung) zwischen den Kreuzungsbeteiligten abzuschließen, die vom Bundesministerium für Verkehr und digitale Infrastruktur (BMVI) in Bezug auf die Kostenbeteiligung des Bundes nach § 13 zu genehmigen ist. Wenn eine nichtbundeseigene Eisenbahn beteiligt ist, wird die Genehmigung von der obersten Landesbehörde erteilt, da in diesem Fall das Land das letzte Drittel zu tragen hat.

### Gesetzestext
- Text des Eisenbahnkreuzungsgesetzes

### Zugehörige Verordnungen
- Text der 1. Eisenbahnkreuzungsverordnung
- Text der Ablöseberechnungsverordnung

### Zugehörige Richtlinien
- Text der EKrG-Richtlinie 2024
- Text der Richtlinien Planen, Bauen, Abrechnen von Maßnahmen nach dem EKrG 2022
- Text der ABBV-Richtlinien 2022